# The Dawn of the Black Hearts
The Dawn of the Black Hearts – Live in Sarpsborg, NORWAY 28/2/1990 ist das bekannteste Bootleg der norwegischen Black-Metal-Band Mayhem. Auf diesem ist ein Auftritt der Band in Sarpsborg am 28. Februar 1990 in schlechter Tonqualität. Bekannt ist das Bootleg insbesondere für sein Schallplattencover, auf dem die Leiche des Mayhem-Sängers Per Yngve „Dead“ Ohlin zu sehen ist.
2017 wurde das Live-Album von Peaceville Records offiziell unter dem Titel Live in Sarpsborg auf Vinyl wiederveröffentlicht. 2019 folgte eine Veröffentlichung auf CD, diese enthält eine Bonus-DVD mit einem Videomitschnitt des Konzerts. Auf dem Cover befindet sich ein Photo des Bassisten Jørn „Necrobutcher“ Stubberud.

## Entstehungsgeschichte
Nachdem der Sänger der Band, Dead, sich 1991 erschossen hatte, fotografierte der Gitarrist Øystein „Euronymous“ Aarseth dessen Leiche, bevor er die Polizei benachrichtigte. Er beabsichtigte, die Bilder für die nächste Mayhem-LP zu verwenden; im Artwork zu Mayhems Debütalbum De Mysteriis Dom Sathanas tauchten sie allerdings nicht auf.
Stattdessen verwendete Mauricio „Bull Metal“ Montoya von der kolumbianischen Band Typhon sie auf dem Bootleg The Dawn of the Black Hearts, das er 1995 über sein Label Warmaster Records veröffentlichte. Auf der Rückseite der LP ist ein Brief von Euronymous abgedruckt, in dem er von Deads Tod und seinen Plänen berichtete. Mayhem-Schlagzeuger Jan Axel „Hellhammer“ Blomberg beschuldigte später Jon „Metalion“ Kristiansen, den Herausgeber des Fanzines Slayer und Labelchef von Head Not Found, der Mitherausgeber des Bootlegs zu sein und sagte, dass dieser Montoya das Bild ausgehändigt habe, da dieser „als ziemlich einzigster [sic] dieses Bild von Euronymous bekam“. Metalion wies diese Vorwürfe jedoch als dumme Gerüchte zurück.

„Das Cover zeigt Dead nicht unbedingt in der Blüte seines Lebens. Das hätte ich nie gemacht. Die Leute sollen einen starken, stolzen Dead in Erinnerung behalten.“

## Rezeption
Das Bootleg wurde mehrmals wiederveröffentlicht, unter anderem als Picture Disc mit der Labelbezeichnung „No Fuckin’ Label“. Bei den späteren Veröffentlichungen lautet der Titel meist nur noch Dawn of the Black Hearts. CD-Versionen enthalten zusätzlich den Mitschnitt eines Auftritts von 1986 in Lillehammer, auf dem Mayhem Danse Macabre (Celtic Frost), Black Metal (Venom), Procreation of the Wicked (Celtic Frost) und Welcome to Hell (Venom) spielte. Eine CD-Version mit der Labelbezeichnung „Deathlike Silence Productions“ (eigentlich Euronymous’ nach seiner Ermordung und einigen posthumen Veröffentlichung eingestelltes Label) und der Nummer „Anti-Mosh 666“ enthält darüber hinaus Mayhems Demo Pure Fucking Armageddon.
Aufgrund seiner Bedeutung und seines historischen Zusammenhangs wird The Dawn of the Black Hearts als einziges Bootleg auf der Website Encyclopaedia Metallum aufgeführt.

## Titelliste
Laufzeiten des Vinyl-Bootlegs, 1995
1. Deathcrush (3:35)
2. Necrolust (3:48)
3. Funeral Fog (6:51)
4. Freezing Moon (6:18)
5. Carnage (3:58)
6. Buried by Time and Dust (5:35)
7. Chainsaw Gutsfuck (4:10)
8. Pure Fucking Armaggedon (3:20)

Laufzeiten der offiziellen CD-Neuveröffentlichung, 2019
1. Deathcrush (5:06)
2. Necrolust (4:36)
3. Funeral Fog (5:48)
4. Freezing Moon (6:06)
5. Carnage (4:10)
6. Buried by Time and Dust (5:35)
7. Chainsaw Gutsfuck (3:50)
8. Pure Fucking Armageddon (3:10)